# Боггс Тауншип (округ Сентер, Пенсільванія)
Боггс Тауншип (англ. Boggs Township) — селище (англ. township) в США, в окрузі Сентр штату Пенсільванія. Населення — 2705 осіб (2020).

## Демографія
Згідно з переписом 2010 року, у селищі мешкало 2985 осіб у 1201 домогосподарстві у складі 867 родин. Було 1342 помешкання
Расовий склад населення:
| - 98,4 % — білих - 0,2 % — корінних американців - 0,2 % — чорних або афроамериканців - 0,1 % — азіатів |

До двох чи більше рас належало 0,6 %. Частка іспаномовних становила 0,8 % від усіх жителів.
За віковим діапазоном населення розподілялося таким чином: 20,4 % — особи молодші 18 років, 64,5 % — особи у віці 18—64 років, 15,1 % — особи у віці 65 років та старші. Медіана віку мешканця становила 42,8 року. На 100 осіб жіночої статі у селищі припадало 101,3 чоловіків;  на 100 жінок у віці від 18 років та старших — 101,4 чоловіків також старших 18 років.
Середній дохід на одне домашнє господарство  становив 54 085 доларів США (медіана — 48 138), а середній дохід на одну сім'ю — 64 327 доларів (медіана — 60 822). За межею бідності перебувало 15,0 % осіб, у тому числі 21,3 % дітей у віці до 18 років та 2,0 % осіб у віці 65 років та старших.
Цивільне працевлаштоване населення становило 1634 особи. Основні галузі зайнятості: освіта, охорона здоров'я та соціальна допомога — 25,0 %, виробництво — 17,4 %, роздрібна торгівля — 11,0 %, будівництво — 10,4 %.